# 影技
《影技 Shadow Skill》是岡田芽武的漫畫作品，出過動畫、小說。

## 概要
以聖王國蕾哈娜作為舞台的架空世界，描述一個少年鬥士成長歷程的幻想故事

## 登場人物

### 主要角色
考邦（聲：松岡章夫）
稱號「黑色咆哮（ブラック・ハウリング）」
主人公。居住的村莊被盜賊襲擊而毀滅，成為孤兒的他在此時與艾蕾相遇，之後以弟弟的身分被扶養長大。以修練鬥士艾蕾為老師，透過冒險與戰鬥積累經驗，做為一個人和一個鬥士都逐漸成長。
艾蕾・拉古（聲：林原惠）
稱號「影技（シャドウ・スキル）」。
第59代修練鬥士，使用克魯達流交殺法影技。考邦的姊姊(無血緣關係)和老師。

## 名詞解釋
聖王國蕾哈娜
以統治整個王國的聖地朱利亞內斯為中心，加上圍繞聖地四方、守護著聖地的四個國家所構成。
傭兵王國克魯達
守護著聖地的四個國家之一，位於聖地的南方。
克魯達流交殺法
克魯達所流傳的戰鬥術之總稱，除了劍技以外基本都是徒手。
表技
手技和投技為主體的戰鬥術。
影技
足技為主體的戰鬥術。
劍技
使用劍或匕首的戰鬥術。
獸技
使用野性本能的格鬥方式。
武技語言
克魯達流交殺法，表技與影技所流傳的技藝。藉由喊出一定的話語可將攻擊力提升十倍以上，並有短暫封住敵人行動的作用，可視為是一種催眠術。
修練鬥士(聖瓦魯)
鬥士的高位稱號，每位聖瓦魯都擁有以一當千的實力，克魯達2000年歷史中只有59名修練鬥士。
鬥士
克魯達傭兵的總稱。

## 外部連結
- 創通網站內動畫介紹頁面